# Дзигівська сільська рада
| Дзигівська сільська рада — колишній орган місцевого самоврядування у Ямпільському районі Вінницької області з адміністративним центром у с. Дзигівка. Сільській раді були підпорядковані населені пункти: - с. Дзигівка - с. Дзюброве |

## Склад ради
Рада складалася з 20 депутатів та голови.

## Керівний склад сільської ради
| ПІБ                             | Основні відомості                                                         | Дата обрання | Дата звільнення |
| ------------------------------- | ------------------------------------------------------------------------- | ------------ | --------------- |
| Юрченко Олександр Володимирович | Сільський голова, 1964 року народження, освіта, безпартійний              | 26.03.2006   | 31.10.2010      |
| Юрченко Олександр Володимирович | Сільський голова, 1964 року народження, освіта вища, член Партії регіонів | 31.10.2010   |                 |

Примітка: таблиця складена за даними джерела

## Населення
Згідно з переписом УРСР 1989 року чисельність наявного населення сільської ради становила 4731 особа, з яких 2132 чоловіки та 2599 жінок.
За переписом населення України 2001 року в сільській раді мешкали 4172 особи.

### Мова
Розподіл населення за рідною мовою за даними перепису 2001 року:
| Мова       | Відсоток |
| ---------- | -------- |
| українська | 98,71 %  |
| російська  | 0,81 %   |
| молдовська | 0,19 %   |
| циганська  | 0,14 %   |
| білоруська | 0,07 %   |
| угорська   | 0,02 %   |